# Xfce
Xfce (phát âm như bốn chữ riêng lẻ) là một phần mềm môi trường desktop miễn phí cho các nền tảng Unix và tương tự Unix, chẳng hạn như Linux, Solaris, và BSD. Nó được tạo ra nhằm mục tiêu tạo ra một môi trường desktop nhanh, nhẹ, trong khi vẫn trực quan hấp dẫn và dễ sử dụng. Nó bao gồm các thành phần đóng gói một cách riêng biệt mà cùng nhau cung cấp các chức năng đầy đủ của môi trường desktop, nhưng có thể được lựa chọn trong tập hợp để tạo ra môi trường làm việc cá nhân ưa thích của người dùng. Xfce được sử dụng chủ yếu cho khả năng chạy một môi trường desktop hiện đại trên phần cứng tương đối yếu
Xfce được bao gồm như là một trong những giao diện người dùng đồ họa trên hệ thống chơi game cầm tay Pandora.

## Tính năng
Nó dựa trên bộ công cụ GTK+ 2 (giống như GNOME 2.x). Nó sử trình quản lý của sổ Xfwm, được mô tả dưới. Cấu hình của nó hoàn toàn được điều khiển bằng chuột, với các tập tin cấu hình ẩn với người sử dụng bình thường.
Có thể chạy Xfce với 40 MB bộ nhớ bằng cách dùng Alpine Linux. Trên Ubuntu, các kiểm tra cho thấy Xfce 4.6 sử dụng bộ nhớ thấp hơn GNOME 2.29 và KDE 4.4, nhưng cao hơn LXDE 0.5.

## Lịch sử
Olivier Fourdan bắt đầu dự án năm 1996. Cái tên "Xfce" ban đầu được đứng cho "XForms Common Environment", nhưng kể từ thời gian đó Xfce đã được viết lại hai lần và không còn sử dụng bộ công cụ XForms. Cáci tên vẫn còn, nhưng nó không còn viết hoa như là "XFCE", thay vào đó là "Xfce". Lập trường hiện tại của nhà phát triển rằng tư tưởng ban đầu không còn đại diện cho bất cứ điều gì cụ thể. Nó có biệt danh "Cholesterol Free Desktop Environment", ngay cả trong một số các trang chính của nó.

### Phiên bản đầu tiên

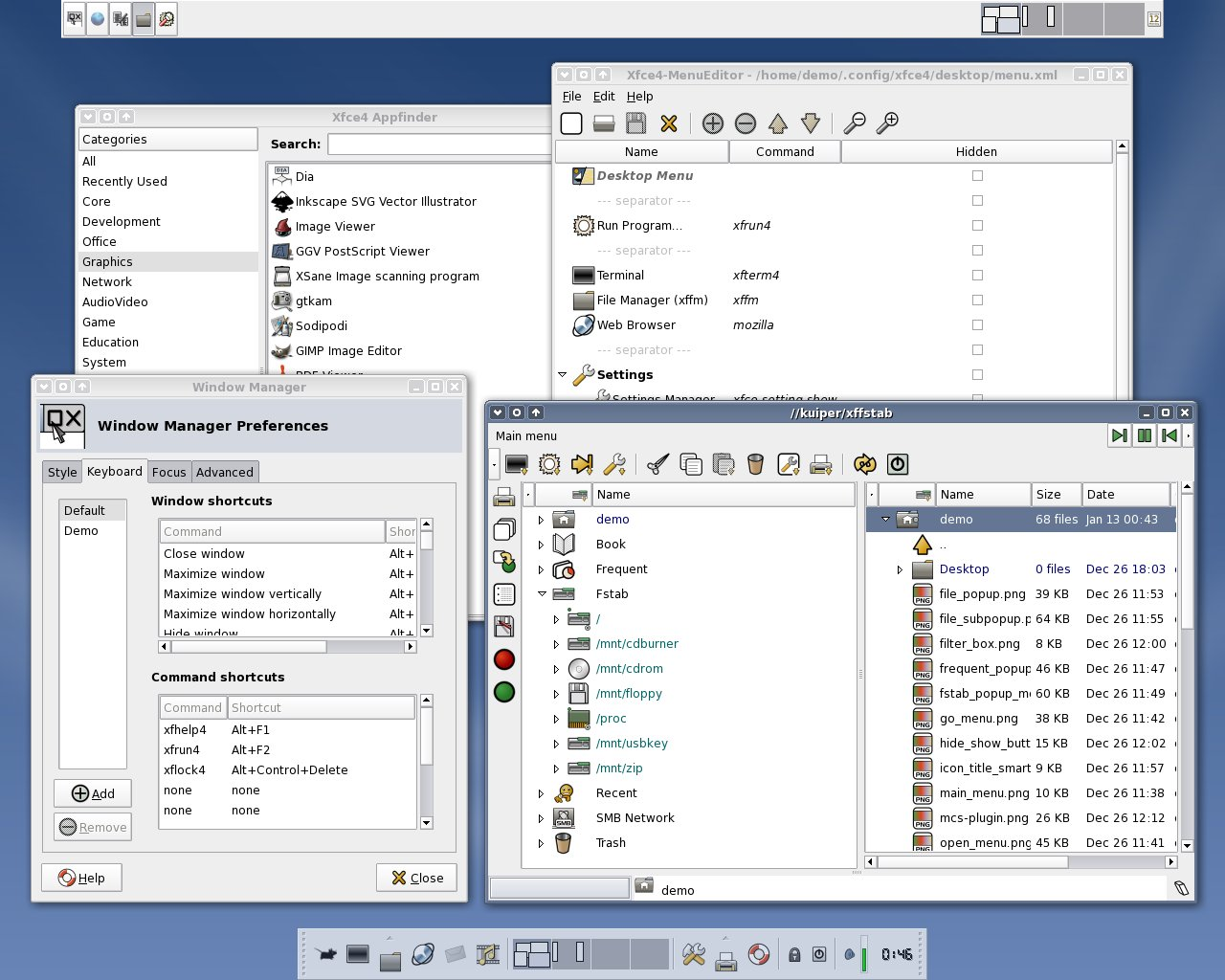
An Xfce 3 Desktop

Xfce bắt đầu như là một dự án đơn giản được tạo ra với XForms, có nghĩa là một bản sao miễn phí của CDE cho Linux. Fourdan phát hành chương trình, một thanh công cụ đơn giản, đến ibiblio (sau đó là "SunSITE").
Fourdan tiếp tục phát triển dự án, và vào năm 1998, Xfce 2 được phát hành với phiên bản đầu tiên của trình quản lý của sổ của Xfce, Xfwm. Ông yêu được tham gia các dự án bên trong của Red Hat Linux, nhưng bị từ chối vì dự án dựa trên XForms. Red Hat chỉ chấp nhận phần mềm mã nguồn mở và phát hành theo một trong hai giấy phép tưng thích GPL hoặc BSD, nhưng, vào lúc đó, XForms đã bị đóng mã nguồn chỉ miễn phí cho sử dụng cá nhân. Vì lý do tương tự, Xfce đã không có trong Debian trước phiên bản 3. Xfce 2 đã được chỉ được phân phối trong thành phần đóng góp của Debian.
Tháng 3/1999 Fourdan bắt đầu viết lại hoàn toàn của dự án dựa trên GTK+, một bộ công cụ không độc quyền và ngày càng phổ biến. Kết quả là Xfce 3.0, đã được cấp phép theo GNU GPL. Cùng với được dựa hoàn toàn vào phần mềm miễn phí, dự án đã đạt được hỗ trợ kéo-và-thả, ngôn ngữ bản xứ của GTK, và cấu hình được cải thiện. Xfce được tải lên SourceForge.net trong tháng 2/2001, bắt đầu với phiên bản 3.8.1.

### Modern Xfce

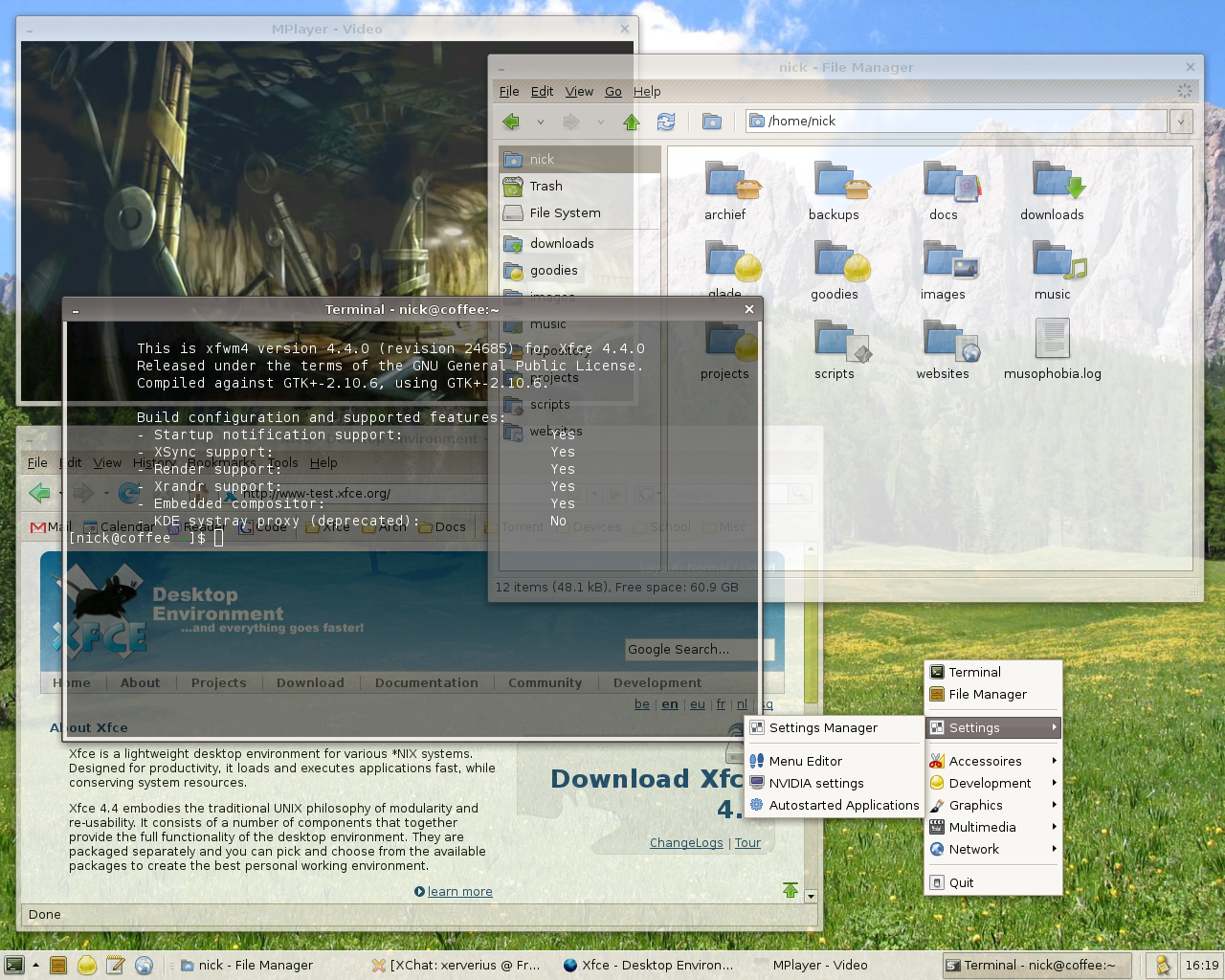
A typical Xfce 4.4 desktop. Various Xfwm effects are visible (drop shadows behind windows, alpha-blended windows and panel).

Phiên bản 4.0.0, Xfce được nâng cấp để sử dụng thư viện GTK+ 2. Thay đổi trong 4.2.0 bao gồm quản lý kép cho Xfwm bổ sung xây dựng hỗ trợ cho tính minh bạch và thả bóng tối cũng như một tập hợp các icon SVG mới. Tháng 1/2007, Xfce 4.4.0 được phát hành. Nó bao gồm trình quản lý file Thunar, một thay thế cho Xffm. hỗ trợ cho icon desktop đã được bổ sung. Ngoài ra, nhiều cải tiến đã được thực hiện bảng điều khiển để ngăn chặn các plugin lỗi bị treo toàn bộ bảng điều khiển. Trong tháng 2/2009 Xfce 4.6.0 được phát hành. Phiên bản này có một phụ trợ cấu hình mới, thiết lập một nhà quản lý mới và một máy trộn âm thanh mới, cũng như một số cải tiến đáng kể để quản lý phiên và phần còn lại của các thành phần cốt lõi của Xfce.
Tháng 1/2011, phát hành Xfce 4.8.0. Phiên bản này bao gồm thay đổi chẳng hạn như sự thay thế của ThunarVFS và HAL với GIO, udev, ConsoleKit và PolicyKit, và các tiện ích mới để duyệt chia sẻ mạng từ xa bằng cách sử dụng một số các giao thức như SFTP, SMB, và FTP. Cửa sổ lộn xộn được giảm bởi việc sáp nhập tất cả các hộp thoại sự tiến bộ tập tin vào một hộp thoại duy nhất. Các ứng dụng bảng điều khiển cũng được viết lại cho tốt hơn vị trí, minh bạch, quản lý mã và thiết bị phóng. 4.8 cũng đã giới thiệu một plugin trình đơn mới để xem thư mục. Khuôn khổ 4,8 plugin vẫn tương thích với các plugin 4,6. Hộp thoại cấu hình hiển thị trong 4.8 hỗ trợ RandR 1.2, việc phát hiện màn hình tự động và cho phép người dùng lựa chọn độ phân giải màn hình hiển thị ưa thích của họ, tỷ lệ làm mới và xoay màn hình. Màn hình có thể được cấu hình cho một trong hai công việc trong chế độ bản sao hoặc được đặt bên cạnh nhau. Chọn bàn phím đã trở nên dễ dàng hơn và nhiều hơn nữa thân thiện với người sử dụng. Ngoài ra, trình soạn thảo hướng dẫn sử dụng các thiết lập đã được cập nhật thêm chức năng.
Chu kỳ phát triển 4.8 là lần đầu tiên sử dụng các chiến lược phát hành mới được hình thành sau khi "Xfce Release and Development Model" phát triển tại hội nghị Ubuntu Desktop Summit vào tháng 5/2009. Một ứng dụng web được sử dụng để làm cho phiên bản quản lý dễ dàng hơn, và một máy chủ chuyên dụng Transifex đã được thiết lập cho người dịch Xfce. Các dự án hạ tầng máy chủ và phản ánh được cũng nâng cấp, Mostly để đối phó với nhu cầu dự đoán sau thông báo phát hành cho 4.8.

## Các ứng dụng
Xfce cung cấp một khuôn khổ phát triển cho các ứng dụng. Nhiều hơn chính Xfce, có những chương trình bên thứ ba mà sử dụng các thư viện Xfce, đáng chú ý nhất là trình soạn thảo văn bản Mousepad, lịch Orage và Terminal. Một trong các dịch vụ cung cấp cho các ứng dụng của khuôn khổ là một biểu ngữ màu đỏ trên đầu trang của cửa sổ ứng dụng đang chạy với quyền root cảnh báo người dùng rằng họ có thể gây tổn hại các tập tin hệ thống..
Các thành phần Xfce khác bao gồm:
- Xfmedia, một trình phát đa phương tiện cho Xfce; bị bỏ dở từ 11/2006 (version 0.9.2)
- Xfprint, Một trình quản lý máy in
- Xfburn, Một trình ghi đĩa CD/DVD

### Mousepad

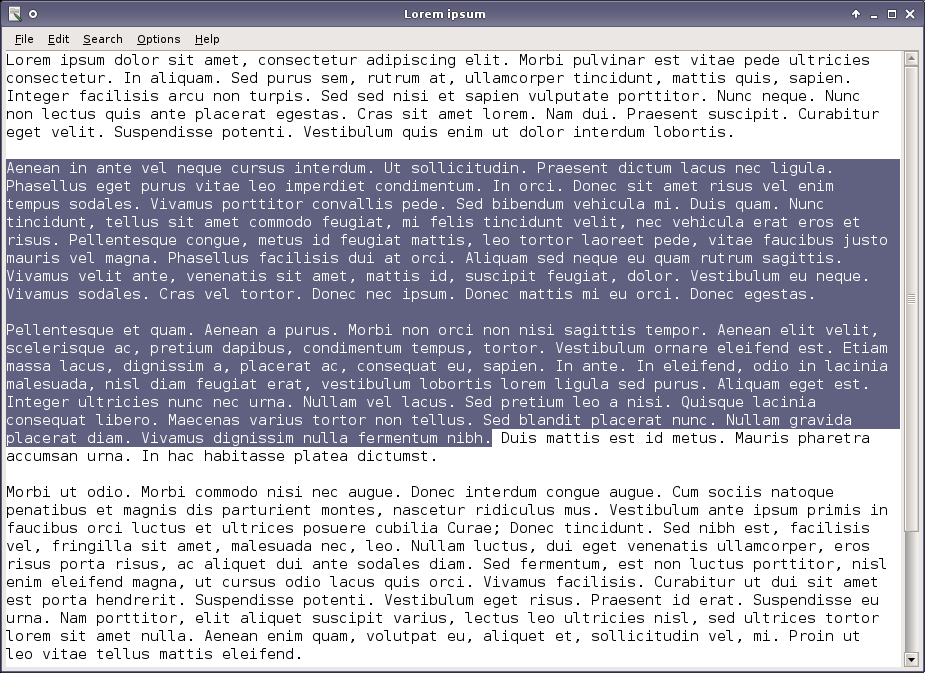
Ảnh chụp màn hình Mousepad

Mousepad, dựa trên trình soạn thảo văn bản Leafpad, là trình soạn thảo văn bản mặc định của Xfce và được phát triển bởi Erik Harrison và Nick Schermer. Ban đầu nó được phát triển để cung cấp hỗ trợ in ấn, Leafpad không có tính năng đó vào thời điểm này. Đã có không có bản phát hành mới của Mousepad trong vòng hai năm gần đấy và bây giờ leafpad có hỗ trợ in ấn.

### Orage
Bắt đầu với phiên bản 4.4, Xfcalendar được đổi tên thành Orage và một số tính năng được thêm vào. Orage có hệ thống chuông và sử dụng định dạng iCalendar, làm cho nó tương thích với các ứng dụng lịch khác. Nó cũng bao gồm một plugin bảng đồng hồ và đồng hồ một đơn quốc tế có khả năng đồng thời hiển thị đồng hồ từ các múi giờ khác nhau.

### Parole
Parole là một trình nghe nhạc dựa trên nền tảng GStreamer. Nó được phát triển bởi Ali Abdallah và là một phần của Xfce Goodies. Ban đầu là chỉ danh sách chơi dựa, nhưng bây giờ bao gồm một tùy chọn để thay thế các danh sách nhạc toàn bộ khi mở một tập tin để chơi.

### Thunar
Thunar là trình quản lý tệp tin mặc định cho Xfce, thay thế Xffm. Nó giống như Nautilus của GNOMEđược thiết kế cho các máy có tốc độ chậm và thiếu bộ nhớ cũng như tùy biến cao thông qua các plugin. Xfce cũng có một công cụ quản lý lưu trữ nhẹ được gọi là Xarchiver, nhưng điều này không phải là một phần của lõi Xfce 4.4.0.
Gần đây, Squeeze đã được bắt đầu như là một trình quản lý lưu trữ được thiết kế để tích hợp tốt hơn vào máy tính để bàn Xfce, mặc dù không có thêm Cập Nhật nào được phát hành từ 24/3/2009, các chi nhánh git phát triển cho cả hai squeeze và xarchiver cập nhật và tính năng phong phú hơn so với bản phát hành ổn định cuối cùng.

### Xfwm
Bắt đầu với phiên bản 4.2, Xfwm tích hợp trình quản lý kép của riêng nó.